# Земо-Ходашени
Земо-Ходашени (груз. ზემო ხოდაშენი) — село в Ахметском муниципалитетe, Кахетия, Грузия. Расположено примерно в 10 км к западу от Телави на автодороге Телави — Ахмета. Население — 868 человека (2014).
В советское время являлось центром Земо-Ходашенского сельсовета Ахметского района.
С 2006 года селе Земо-Ходашени действует винный завод итальянской фирмы «Бадагони».